# EATCS

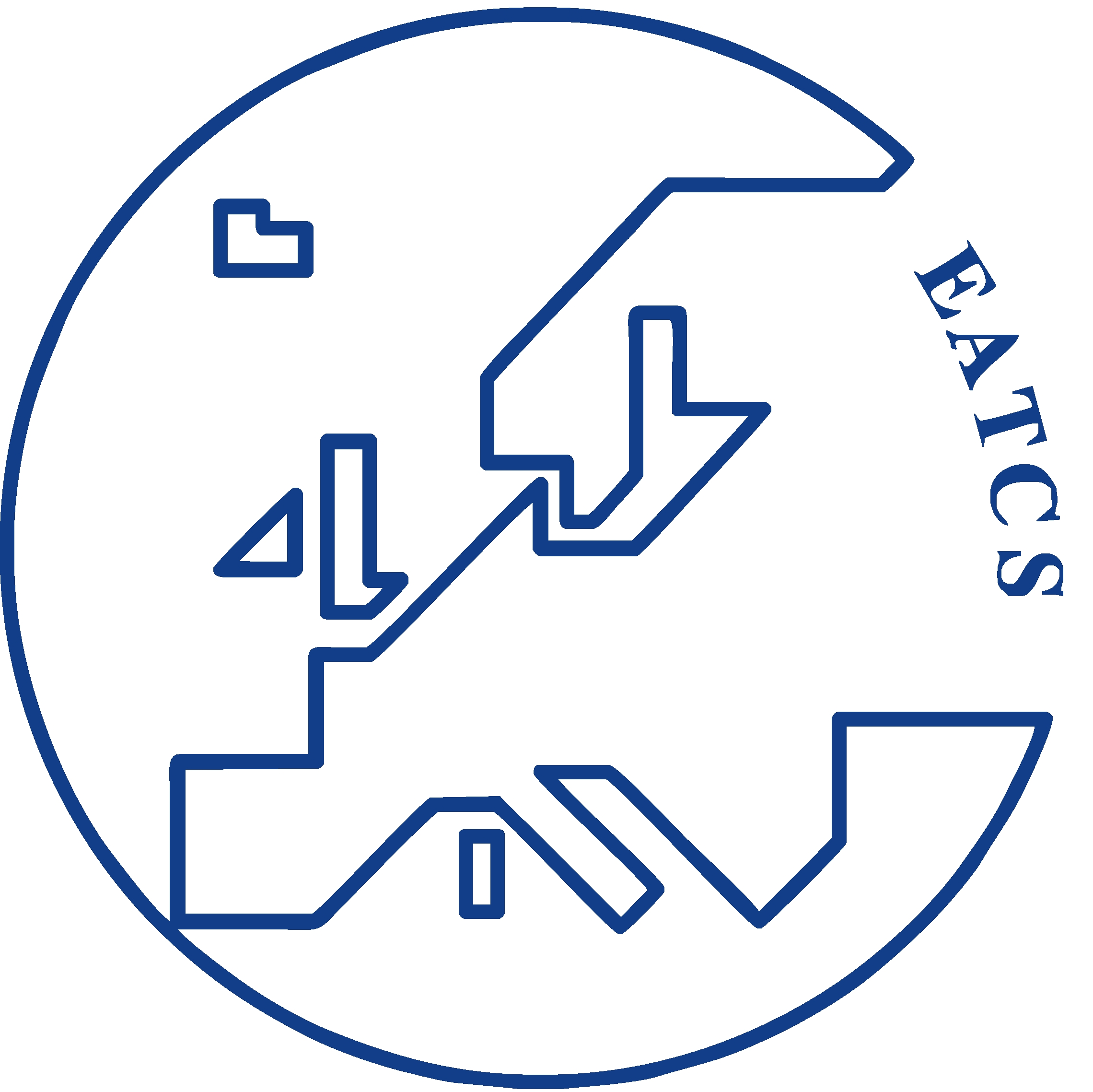
EATCS logo

European Association for Theoretical Computer Science (с англ. «Европейская Ассоциация Теоретической Информатики»), сокр. EATCS — международная организация европейской направленности, организованная в 1972 году. Её целью является содействие обмену идеями и результатами работ среди информатиков теоретиков а также стимулировать взаимодействие между теоретиками и практиками в информатике.
Основными действиями организации EATCS являются:
- Организация конференции ICALP[англ.] («International Colloquium on Automata, Languages and Programming», с англ. «Международный коллоквиум по автоматам, языкам и программированию»);[2]
- Публикация серии монограмм[3][4] и работ[5] по теоретической информатике;
- Публикация издания Бюллетень EATCS;
- Издание журнала Теоретическая информатика[англ.];[2]
- Издание журнала Fundamenta Informaticae[англ.].

## Премия EATCS
Каждый год ассоциацией вручается премия EATCS в знак признания блестящей карьеры в теоретической информатике. Первая премия была вручена Ричарду Карпу в 2000 году; полный список лауреатов приведён ниже:
| Год  | Лауреат                                       | Место              |
| ---- | --------------------------------------------- | ------------------ |
| 2018 | Ноам Нисан (Noam Nisan)                       | ICALP (Прага)      |
| 2017 | Эва Тардош (Éva Tardos)                       | ICALP (Варшава)    |
| 2016 | Декстер Козен (Dexter Kozen)                  | ICALP (Рим)        |
| 2015 | Христос Пападимитриу (Christos Papadimitriou) | ICALP (Киото)      |
| 2014 | Гордон Плоткин (Gordon Plotkin)               | ICALP (Копенгаген) |
| 2013 | Мартин Дайер (Martin Dyer)                    | ICALP (Рига)       |
| 2012 | Моше Варди (Moshe Vardi)                      | ICALP (Уорик)      |
| 2011 | Борис Трахтенброт (Boris Trakhtenbrot)        | ICALP (Цюрих)      |
| 2010 | Курт Мёльхорн (Kurt Mehlhorn)                 | ICALP (Бордо)      |
| 2009 | Жерар Юэ (Gérard Huet)                        | ICALP (Родос)      |
| 2008 | Лесли Вэлиант (Leslie G. Valiant)             | ICALP (Рейкьявик)  |
| 2007 | Дана Скотт (Dana S. Scott)                    | ICALP (Вроцлав)    |
| 2006 | Паттерсон, Майк Стюарт (Mike Paterson)        | ICALP (Венеция)    |
| 2005 | Робин Милнер (Robin Milner)                   | ICALP (Лиссабон)   |
| 2004 | Арто Саломаа (Arto Salomaa)                   | ICALP (Турку)      |
| 2003 | Гжегож Розенберг (Grzegorz Rozenberg)         | ICALP (Эйндховен)  |
| 2002 | Морис Нива (Maurice Nivat)                    | ICALP (Малага)     |
| 2001 | Коррадо Бём (Corrado Böhm)                    | ICALP (Крит)       |
| 2000 | Ричард Карп (Richard Karp)                    | ICALP (Женева)     |

## Премия Пресбургера
С 2010 года европейская ассоциация теоретической информатики (EATCS) во время конференции ICALP выдаёт премию Пресбургера молодому учёному (в особых случаях нескольким молодым учёным) за выдающийся вклад в теоретическую информатику, задокументированный опубликованной работой или серией работ. Премия названа в честь Мойжеша Пресбургера (Mojzesz Presburger), который будучи студентом написал в 1929 году новаторскую работу о разрешимости теории сложения (сегодня именуемой арифметикой Пресбургера). Полный список лауреатов представлен ниже:
| Год  | Лауреат                                                                      | Место              |
| ---- | ---------------------------------------------------------------------------- | ------------------ |
| 2018 | Александр Мадры (Aleksander Mądry)                                           | ICALP (Прага)      |
| 2017 | Александра Сильва (Alexandra Silva)                                          | ICALP (Варшава)    |
| 2016 | Марк Браверман (Mark Braverman)                                              | ICALP (Рим)        |
| 2015 | Кси Чен (Xi Chen)                                                            | ICALP (Киото)      |
| 2014 | Дейвид Вудруф (David Woodruff)                                               | ICALP (Копенгаген) |
| 2013 | Эрик Демэйн (Erik Demaine)                                                   | ICALP (Рига)       |
| 2012 | Венкатесан Гурусвами (Venkatesan Guruswami), Михай Патраску (Mihai Patrascu) | ICALP (Уорик)      |
| 2011 | Патриция Буэр-Децитрэ (Patricia Bouyer-Decitre)                              | ICALP (Цюрих)      |
| 2010 | Миколай Боянчик (Mikołaj Bojańczyk)                                          | ICALP (Бордо)      |

## Почётные члены научного сообщества EATCS
Программа Почётных членов научного сообщества EATCS была инициирована ассоциацией для признания выдающихся членов EATCS за их научный вклад в теоретическую информатику. Статус почётного члена присуждается специальным комитетом EATCS при наличии у номинанта достаточного количества достижений в интеллектуальной и организационной деятельности сообщества EATCS. Почётные члены являются «эталонными гражданами» сообщества TCS, помогающими увеличивать вес теоретической информатики в общества за пределами сообщества TCS.
| Год номинации | Почётные члены научного сообщества EACTS |
| ------------- | --- |
| 2019          | Фёдор Фомин (Fedor Fomin), Рокко де Никола (Rocco de Nicola), Дана Рон (Dana Ron) |
| 2018          | Жири Адамек (Jiri Adamek), Штефан Леонарди (Stefan Leonardi) |
| 2017          | Йозеп Диаз (Josep Diaz), Марта Квятковска (Marta Kwiatkowska), Аравинд Сринивасан (Aravind Srinivasan), Моти Юнг (Moti Yung) |
| 2016          | Золтан Есик (Zoltán Ésik), Давид Харель (David Harel), Джузеппе Ф. Итальяно (Giuseppe F. Italiano), Курт Мёльхорн (Kurt Mehlhorn) |
| 2015          | Марьяньола Дезани-Чьянкальини (Mariangiola Dezani-Ciancaglini), Томас А. Хенцингер (Thomas A. Henzinger), Декстер Козен (Dexter Kozen), Моше Варди (Moshe Y. Vardi) |
| 2014          | Сюзанна Альберс (Susanne Albers), Джиорджио Осьелло (Giorgio Ausiello), Вилфрид Брауэр (Wilfried Brauer), Герберт Эдельсбруннер (Herbert Edelsbrunner), Майк Фэллоуз (Mike Fellows), Юрий Гуревич (Yuri Gurevich), Моника Хенцингер (Monika Henzinger), Жан-Эрик Пин (Jean-Eric Pin), Поль Спиракис (Paul Spirakis), Вольфганг Томас (Wolfgang Thomas) |

## Бюллетень EATCS
Ежегодно публикуется три издания бюллетеня — в феврале, июне и октябре. Бюллетень является средством для быстрой публикации и широкого освещения следующих материалов:
- различные вопросы EATCS;
- информация о текущей ICALP;
- технические статьи;
- рубрики;
- опросы и пособия;
- доклады с конференций;
- календарь событий;
- доклад по кафедрам и институтам информатики;
- списки технических докладов и публикаций;
- обзоры книг;
- открытые проблемы и решения;
- аннотации докторских диссертаций;
- информация о посетителях различных учреждений; и
- развлекательные статьи и изображения, связанные с информатикой.

С 2013 года его главным редактором является Казуо Ивама (Kazuo Iwama).

## Школа молодых исследователей EATCS
С 2014 года, Европейская ассоциация теоретической информатики (EATCS) основала ряд Школ молодых исследователей по различным вопросам информатики. Ниже приведена краткая история школы:
| Год  | Описание | Место             |
| ---- | --- | ----------------- |
| 2017 | ProbProgSchool 2017 — 1-я школа по основам программирования и систем ПО. Вероятностное программирование.                                 | Брага, Португалия |
| 2015 | 2-я Школа молодых исследователей EATCS — объяснение понятий вычислительной сложности и одновременного исполнения через топологию данных. | Камерино, Италия  |
| 2014 | 1-я Школа молодых исследователей EATCS — Автоматы, логика и игры                                                                         | Тельч, Чехия      |